# Joviânia
Joviânia é um município brasileiro do interior do estado de Goiás. Localizado na Mesorregião do Sul Goiano e na Microrregião do Meia Ponte. Segundo estimativas de 2017, do Instituto Brasileiro de Geografia e Estatística (IBGE), sua população era de 7 468 habitantes.

## História
A história de Joviânia está ligada à Santa Padroeira Nossa Senhora D’Abadia. Conta-se que foi feito uma doação de terras em intenção da Santa Padroeira, por Antônio Miguel da Costa, homem devoto e religioso. Seu desejo era construir um vilarejo próximo a cidade de Goiatuba, que se encontrava a 49Km desta região.
Pelo interesse na construção do vilarejo, Antônio Miguel da Costa, fez florescer o sentimento nas pessoas que o rodeavam, despertando assim o amor pelo passado e pela história. Mais tarde, em meados do século XX, exatamente no ano de 1942, a força e a tenacidade de muitos, fez com que fosse fundado o povoado de Boa Vista, antes Pindaíba. Joaquim Gonçalves de Padua, Joviano Ferreira Barbosa (doador de uma gleba de terra à paróquia de N. Sª D'Abadia), Virgílio Serafim Tavares, a senhora Florsina Miquelina de Jesus viúva de Francisco Serafim de Carvalho e filha de Antônio Miguel da Costa, são considerados os verdadeiros fundadores de Joviânia, de acordo com dados fornecidos por pessoas residentes na cidade desde a sua fundação.
Para felicidade de homens lutadores, em 1953, onze anos após a fundação do povoado de Boa Vista, através da Lei Municipal nº. 57 de 2 de dezembro de 1953, este foi elevado a categoria de Distrito de Goiatuba, com a denominação de Joviânia. Seis anos depois com a promulgação da Lei Estadual nº. 2.128 de 14 de novembro de 1.958, Joviânia ganhou sua emancipação desmembrando-se definitivamente de Goiatuba.
Em 31 de dezembro de 1958, por força de um decreto, foi instalado o Município e empossado o primeiro Prefeito Municipal, Sr. Ayron de Freitas Marques, em 18 de janeiro de 1959, nomeado pelo Exmº. Governador do Estado José Ludovico de Almeida. Esteve presente neste ato o Deputado Estadual Nelson Siqueira representando o Governador do Estado. Pela Lei Estadual nº. 4.253 de 9 de novembro de 1.962 foi criado a Comarca de Joviânia, tendo como primeiro Juiz de Direito Caio Júlio de Bastos e o primeiro Promotor de Justiça Nilo Beneth.
Joviânia está localizada na Região Centro-Oeste, mais precisamente na Microrregião 015 – Meia Ponte, sua área é de 446,5 km² e está a 807 metros acima do nível do mar. O clima é agradável e a temperatura média anual é de 23 °C. Joviânia conta com uma população aproximada de 6.900 habitantes, (Densidade Demográfica 15,08 hab/km² IBGE censo 2000), dos quais 5.244 são eleitores (dados fornecidos pelo Cartório Eleitoral). Faz parte do Município o Povoado de Guarilândia, que se encontra a 12Km.
Faz limite com os seguintes Municípios: Ao Norte com Aloândia e Pontalina, ao Sul com Goiatuba, ao Leste Morrinhos e a Oeste com Vicentinópolis. Joviânia dista a 174 km da Capital que é Goiânia, sendo cortada pelas seguintes rodovias: GO-40 – Joviânia/Aloândia, GO-320 Goiatuba/Joviânia/Vicentinópolis/Edéia/Indiara/Paraúna e GO-423 – Joviânia/Venda Seca.
A economia do Município está voltada para agricultura e pecuária, com destaque na produção de leite, com uma produção média de 45.000 litros por dia, sendo uma das maiores do Estado, conta com um posto de resfriamento. Desenvolve simultaneamente cria, recria e engorda de bovinos, conta com rebanho bovino de aproximadamente 50.000 cabeças, suínos 3.000, aves 18.000. Na agricultura é bastante desenvolvida, pois suas terras são férteis, produzindo soja com abundância, além de milho e sorgo, arroz, feijão, girassol e algodão herbáceo os quais são armazenados em quatro grandes graneleiros situados em seu município: Selecta, Armazéns Gerais Bandeirantes, Caramuru, Cargil.
Estão sediados em nossa cidade: Banco do Estado de Goiás (BEG/ITAÚ), Banco do Brasil S/A, Agência dos Correios (ECT), Associação Atlética Banco do Brasil (AABB), Loja Maçônica, Ginásio de Esportes Valdemar Bento de Godoi, Centro de Recuperação de Alcoólatras (CEREA), Centro Catequético Dom Veloso, Salão Paroquial Dom Miguel Pedro Mundo, Delegacia de Polícia, Saneamento de Goiás S/A (SANEAGO), Estádio Municipal Genésio de Sales, Unidade Mista de Saúde, Hospital Municipal São Sebastião, Terminal Rodoviário, Cooperjovem (COOPERATIVA), Biblioteca Municipal, Escolas Estaduais Alfredo Nasser e Elói Pereira Martins,Escola Municipalizada "José Gomes Filgueira", Escola Municipal "Clarimundo Flauzino de Oliveira", Escola Nelza Borges do Carmo, Escola Adélia Augusta de Oliveira, Cmei Pedro Gonçalves Magalhães, (Ativa FM), vários supermercados, farmácias e lojas.
Joviânia é uma cidade como poucas no Estado de Goiás, possui belezas naturais como cachoeira do Taimbé com três lindas quedas, sendo a primeira com 12 metros de altura e a última forma uma piscina natural de águas cristalinas. As áreas de lazer estão divididas entre as praças Joviano Ferreira Barbosa, 14 de Novembro e Moliana e o Clube Associação Atlética Banco do Brasil (AABB).
A festa de maior destaque no município é a Exposição Agro-pecuária, que é realizada todos os anos durante o mês de junho, onde são disputadas algumas provas tais como a do laço, montarias, e o torneio do gado leiteiro, incluindo a respeitadíssima "mesa da amargura". No dia 14 de novembro às vésperas da Proclamação da República, Joviânia festeja sua emancipação política com desfiles estudantis e outros eventos e no mês de agosto é comemorada a festa da Padroeira da cidade Nossa Senhora D’Abadia e São Sebastião.

### As primeiras escolas
De acordo com entrevistas feitas com moradores mais antigos da cidade concluímos que a primeira Escola foi criada neste município em 1939, na antiga residência do Domingão, localizada à Rua Boa Vista, sendo que o primeiro professor foi João Gomes de Freitas, funcionava em duas salas de 1ª. a 4ª. séries. Em seguida vieram as professoras: Adélia Augusta Vieira (Neném Vieira), Maria Ferreira Barbosa (Mariinha do São), e Ilda Ferreira Barbosa. A segunda Escola foi construída em frente ao Salão Paroquial, em 1940 pela Srª. Maria Ferreira Barbosa, tendo como professor José Valadão.
No ano de 1952 foi construída a Escola Rural de Guarilândia, sua primeira professora foi a Srª. Nelza Borges do Carmo. Em 1957 foi criada a terceira Escola, funcionava na Rua Boa Vista, tendo como professor o farmacêutico Rogério Passos Coutrim, foi criada ainda na gestão do primeiro prefeito municipal, Ayron de Freitas Marques, o Grupo Escolar José Feliciano Ferreira, que funcionava no prédio da Prefeitura e atendia alunos de primeira a quarta séries, seus primeiros professores foram a Srª. Lazara Ferreira Barbosa, Joana Reinalda do Nascimento e Maria Ferreira Barbosa.
Em 1961 foi transferida para o prédio próprio à Rua Hildebrando Borges com as professoras Daria Ferreira Di Barbosa, Nadir Ferreira Leite, Sântila Maria Gonçalves e Vilson Fernandes.
Em meados de 1962 mais uma escola foi erguida com o nome de Grupo Escolar Alfredo Nasser, à Av. Paulo Pepp com os professores Gessy de Sousa Amâncio, Sebastiana Resende de Miranda, Neide Maria de Lima Barbosa, Gelázia Ferreira de Sousa, Sântila Maria Gonçalves, Nelza Borges do Carmo, José Luiz de Oliveira e Aneri Maria de Lima, atendia alunos de primeira a quarta séries.
Em 1966 o Prefeito Municipal Iraci Pereira Marques, construiu o Grupo Escolar Virgílio Serafim Tavares à Av. Dão Barbosa, seus professores eram Dona Cecília, Neide Maria de Padua e Silva (Neide do Wilson Dentista) e Neusila Maria da Silva, a Escola era conveniada com o SENAC e funcionava de primeira a quarta séries. Neste mesmo ano, foi fundado o Ginásio de Joviânia, passando a funcionar de 5ª. a 8ºª. séries.
Em 1972 na gestão do prefeito Tércio Alves Portilho, criou-se a Escola Estadual Elói Pereira Martins, para o curso Magistério, a qual foi dirigida pelo Jurandir Florêncio de Castilho, auxiliado pelos professores Natanael Caetano Fernandes,  José de Oliveira Júnior, João Fernandes, o médico Paulo Cezar Feldner Martins, Deliane Fernandes e Maria Edith de Falco Cardoso. Em 1980 por lei foi autorizado o curso Técnico em Contabilidade.
Em 1978 o prefeito municipal José Gomes Filgueira Neto extinguiu a Escola Estadual José Feliciano Ferreira e cria a Escola Estadual José Gomes Filgueira em homenagem ao seu avô, sob a direção da Srª. Maria Divina Aparecida de Freitas, auxiliada pelos professores Avelina Vaz de Sousa, Maria José Bueno de Oliveira, Lidroneta Fernandes de Oliveira e Vilson Fernandes.
Em 1983 foi construída em parceria com o estado e ritmo de mutirão a Escola Estadual "Chapeuzinho Vermelho", com a finalidade de atingir exclusivamente crianças em nível de Educação infantil, funcionando mais tarde o Mobral.
Em 1990 na gestão do prefeito eleito Gilberto José de Oliveira, foi feita a doação da parte física para a Prefeitura com o nome de Escola municipal Clarimundo Flauzino de Oliveira. Atualmente a Escola Municipal Clarimundo Flauzino de Oliveira funciona em três prédios distintos e que a partir de 2006 com a posse do novo prefeito eleito Coronel da Polícia Militar, Romeu José Gonçalves as escolas acima ganharam novos nomes: O Prédio I passou a se chamar Escola Municipal Clarimundo Flauzino de Oliveira, o Prédio II Adélia e o Prédio III Nelsa Borges do Carmo.